# Nilobezzia borneana
Nilobezzia borneana är en tvåvingeart som först beskrevs av John William Scott Macfie 1934.  Nilobezzia borneana ingår i släktet Nilobezzia och familjen svidknott. Inga underarter finns listade i Catalogue of Life.